# Вовчогірська вулиця
Вовчогі́рська ву́лиця — вулиця в Шевченківському районі міста Києва, місцевість Нивки. Пролягає від вулиці Данила Щербаківського до бульвару Павла Вірського.
Прилучаються вулиці Черняховського, Сергія Параджанова, Олександра Бринжали і Вовчогірський провулок.

## Історія
Вулиця виникла в середині XX століття під назвою 869-та Нова. 1953 року отримала назву Ставропольська вулиця, на честь російського міста Ставрополь.
Сучасна назва, що походить від розташованої поряд історичної місцевості Вовча гора, — з 2022 року.
Таку ж назву до 1971 року мала сучасна Естонська вулиця, що пролягає паралельно теперішній Вовчогірській.